# 澄川れみ
澄川 れみ（すみかわ れみ、1995年9月29日 - ）は、日本のグラビアアイドル、アイドル、モデル、タレント。 女性アイドルグループBOCCHI。のメンバー。神奈川県出身。GDL Entertainment所属。

## 経歴

### 2018年
4月、「終演後物販卍」に新メンバーとして加入。
2018年ヤングジャンプ主催オーディション「サキドルエース」出場。

### 2019年
4月20日、「終演後物販卍」を卒業。
7月10日、アイドルグループ「ラブマリン」創設メンバーに選ばれる。
8月12日、「ラブマリン」お披露目ライブ。

### 2020年
2月23日、「ラブマリン」解散。
4月1日、GDL Entertainment所属。
8月21日、1stDVD「れみKiss」発売。
11月11日、GDL新規アイドルグループ「BOCCHI。」への加入発表。

### 2021年
4月、ロードモバイル＜グラビアアイドル対抗戦＞でグループメイトの池田ゆうなのコンビで優勝。